# 다도정
다도정(多度町)은 미에현 북부 구와나군에 위치했던 정이다. 2004년 12월 6일에 구와나시, 나가시마정과 합병해 구와나시가 되어 폐지되었다. 하지만 다도초의 명칭은 연결 지명의 형태로 현재도 존속하고 있다

## 지리
마을 동쪽으로 이비강이 흐르고, 북쪽으로는 요로산지 남단인 다도산을 품고 있으며, 마을 면적인 4758㏊ 중 2439㏊가 임야를 차지하고 있었다.

## 역사
- 1889년 4월 1일 - 정촌제 시행으로 5개의 촌을 구역으로 다도촌이 성립하였다.
- 1954년 8월 1일 - 다도촌이 정으로 승격해 다도정이 되었다.
- 1955년 1월 8일 - 노시로촌, 후루하마촌, 후루미촌, 나나토리촌이 합병해 새로운 다도정이 되었다.
- 2004년 12월 6일 - 구와나시, 나가시마정과 합병해 구와나시가 성립하였다. 동일 다도정은 폐지되었다.

## 교통

### 철도
- 긴키 닛폰 철도
  - 요로 선

### 국도
- 국도 제258호선 (일본)(일본어판)